# 손금
손금(영어: palmar crease)은 손에 나있는 금이다. 미신인 손금 보기에서는 미래를 예언할 수 있다고 믿는다. 유전상태에 따라 특정한 손금이 나타날 확률이 달라지기도 한다. 또한 같은 사람의 양쪽 손금의 종류가 항상 같은 것은 아니다.

## 종류
- 일반손금
- 일자손금
- 수원손금
- 시드니손금

## 같이 보기
- 손가락 비율